# Atentat na njemačke zrakoplovce u Zagrebu 30. rujna 1941.
Atentat na skupinu njemačkih zrakoplovaca izvršila je 30. rujna 1941. godine udarna grupa, čiji su članovi bili Nikola Perković, Lazo Vračarić i Ivan Šibl, pucajući iz pištolja na trojicu njemačkih zrakoplovaca na uglu Zvonimirove i Rusanove ulice u Zagrebu. Jedan Nijemac poginuo je na mjestu, drugi je podlegao ranama nešto kasnije u bolnici, a treći je bio teško ranjen.
Ovo je bio drugi napad na vojnike Wehrmachta u Zagrebu. Prvi se dogodio 12. rujna 1941., kada je skupina mladih skojevaca sa Svetica napala bombama autobus s njemačkim vojnicima, ranivši tom prilikom dvojicu.

## Atentat
Članovi udarne grupe su navečer 30. rujna, nešto prije 19:00 sati, opazili u Zvonimirovoj ulici ispred tadašnjeg kina „Union“ tri njemačka podčasnika-zrakoplovca, koji su ušli unutra. Odlučili su da pričekaju završetak predstave, te da ih poslije toga dočekaju i napadnu na prigodnom mjestu. Kao dobri poznavatelji prilika u ovom dijelu grada, pretpostavili su da će zrakoplovci poslije filma krenuti najvjerojatnije Zvonimirovom ulicom u pravcu Borongajske zračne luke, gdje je bila smještena njihova postrojba. Pošto su ispitali sigurnost terena, odlučili su izvesti napad na uglu Zvonimirove i Rusanove ulice. Tu im se također pružala dobra mogućnost bijega poslije izvršene akcije.
Film je završio u 21:00 sat, nakon čega su zrakoplovci izašli među prvima iz kina. Udarna grupa zasula ih je mecima iz blizine. Zrakoplovac u koga je pucao Šibl odmah se srušio mrtav, Vračarićev je otrčao nekoliko koraka naprijed i zgrčio se pored telefonskog stupa, a Perkovićev je oteturao dvadesetak koraka uhvatio se za drvo i srušio se na zemlju. Upravo u trenutku kada su napadači završili s pucnjavom, naišao je autobus njemačkih vojnika. Bio je to isti onaj autobus na koji su 12. rujna ilegalci bacili dvije bombe. Vozač je naglo zakočio, vojnici su iskočili na pločnik i razbježali se po dvorovima okolnih kuća. Otvorili su paljbu prema mjestu atentata, ali su trojica napadača već davno napustili mjesto atentata.
Međutim, Vračarić i Perković naišli su kod tvornice papira i rampe na Zavrtnici na zasjedu odreda kulturbundovaca. Vračarić je tada bio lakše ranjen, ali se uspio spasiti. Kad su se već odvojili, Perković je ponovo upao u blokadu, ranjen je i uhvaćen.

## Reakcija na napad
Od 21:00 sati, kad je napad izvršen, pa sve do 2:00 ujutro, trajala je u čitavom istočnom dijelu grada žestoka pucnjava iz pušaka i strojnica. Odredi ustaša i Nijemaca u punoj ratnoj spremi krstarili su posvuda naokolo i pucali u mrak. Ovoga puta njemačke okupacijske vlasti reagirale su oštro. U uličnom napadu poginuli su pripadnici Wehrmachta i Gestapo je poduzeo ozbiljnu istragu. Ponašali su se kao na okupiranom području i nimalo nisu vodili računa o činjenici da je NDH makar i samo formalno suverena država. Uhićivali su desetke i desetke nedužnih ljudi, samo ako su utvrdili da su se bilo kada družili ili makar samo poznavali nekoga od trojice napadača. Uhićivali su masovno i njihove obitelji.
Istragu je vodilo ustaško redarstvo, ali i Gestapo. Perkovića koji je priznao napad, osudio je njemački ratni sud umjesto suda NDH (jer je napad izvršen na području NDH), a ustaška glasila pisala su o tome kao o sasvim normalnoj stvari.